# Hyphessobrycon reticulatus
Hyphessobrycon reticulatus es una especie de pez de la familia Characidae en el orden de los Characiformes.

## Morfología
Los machos pueden llegar alcanzar los 4,9 cm de longitud total.

## Hábitat
Vive en zonas de clima tropical 15 °C - 25 °C de temperatura.

## Distribución geográfica
Se encuentran en Sudamérica: ríos costeros entre los estados de  Río de Janeiro y Santa Catalina (Brasil). También está presente en la Argentina.